# Apis dorsata
Apis dorsata, sau albina meliferă gigant, este originară din sudul și sud-estul Asiei. Este doar cu puțin mai mică decât albina meliferă himalayană.

## Subspecii
Engel (1999) a recunoscut următoarele subspecii:
- Apis dorsata dorsata;  în primul rând din India
- Apis dorsata binghami Cockerell; (Albina meliferă indoneziană) din Malaezia și Indonezia
- Apis dorsata breviligula Maa; din Filipine
- Apis dorsata laboriosa Fabricius; (Albina meliferă himalayană), în Myanmar, Laos, și sudul Chinei.